# Údolí včel (film)
Údolí včel je český film režiséra Františka Vláčila natočený v roce 1967 podle námětu spisovatele Vladimíra Körnera. Scénář byl vydán v románové podobě v roce 1978. Film se natáčel především v Kuklově a okolí na kraji Blanského lesa. Tvrz Vlkov vznikla z místního nedostavěného kláštera. Hrad křižáckého řádu byl natáčen na polských hradech Malbork, Jastrzebia Góra a na pobřeží Baltského moře.

## Obsah
Děj se odehrává ve 13. století a jeho hlavním hrdinou je syn pána z Vlkova, Ondřej z Vlkova (Petr Čepek). Příběh začíná, když si jeho otec bere mladou nevěstu, Ondřejovu nevlastní matku (Věra Galatíková). Ondřej jí vyděsí a urazí nevhodným dárkem a otec jej za to ztrestá a zraní tak, že není jisté, zdali přežije. V ten okamžik se pomodlí k Panně Marii a dá slib, že jí ho zaslíbí (v přeneseném smyslu tak, že jej pošle k náboženskému řádu), pokud jej nechá žít. Tak se stane a Ondřej putuje do řádu německých rytířů na pobřeží Baltského moře, kde složí slib věrnosti. Záhy se sbližuje s Arminem von der Heide (Jan Kačer), jedním z rytířů řádu, který se v minulosti účastnil výpravy do Jeruzaléma a který zarputile (možná až fanaticky) věří a dychtí po dosažení nejvyšší zbožnosti, mravní čistoty a sebeobětování.
Krátká epizoda, která Ondřeje zasáhne, je nešťastný osud jednoho z členů řádu, bratra Rotgiera (Josef Somr), který přestane být přitahován pevným a strohým životem v monasterii, plným půstů a modliteb, a chce se vrátit ke svému statku. Když na něj Ondřej na vyjížďce s ostatními narazí, omráčí ho, vezme jeho koně a pokusí se utéci, ale je dopaden a po dovlečení zpátky do kláštera donucen skočit z hradeb a být roztrhán psy.
Ondřej je za svou slabost poslán na několik dnů pokání do cely, ale tu, když jeho trest skončí, nacházejí prázdnou. Armin představeného monasterie přesvědčí, aby ho vyslal Ondřeje najít a přivést zpátky. Až v Čechách o něm uslyší od uhlířů, kteří mu chtěli ukradnout meč. Když jej pak spolu s nimi překvapí, Ondřej napadne toho, kdo mu chtěl meč ukrást, čímž proti sobě poštve ostatní. Armin ale tasí meč, ostatní pobije nebo zažene a Ondřejovi zachrání život. Ondřejův meč je v potyčce zlomen a tak nemá na výběr než Armina následovat cestou zpět. Později u jednoho z potoků, když se Armin sehne, aby se napil, Ondřej využije vhodné chvilky, omráčí jej a nechá ho napospas, zatímco vezme jeho koně a dokončuje cestu domů.
Na Vlkově zjistí, že jeho otec zemřel a jejich tvrz upadá. Zaujme tedy otcovu pozici a jme se o Vlkov starat – začne opět chovat psy, jezdit lovit a místnímu knězi slíbí dar na jeho kostel. Nemůže se však zbavit toho, co Arminovi udělal, je sužován jeho vidinami a přízraky. Postupně, během času, pojme více než náklonnost ke své nevlastní matce a přesvědčí kněze, aby je oddal. Jeho tušení, že Armin je mu v patách, ale nabere konkrétní podoby.
Armin se v bráně Vlkova objeví v okamžik svatební hostiny. Následné napětí mezi oběma muži ale záhy vyprchá, když Armin Ondřejovi řekne, že se s ním šel rozloučit. Nevěsta jej přesvědčí, aby přijal jejich pozvání a zdržel se u nich aspoň na tento den. Armin přijímá, v podvečer se ale vkrade do místnosti za nevěstou a zabije ji. Když je následně přistižen, Ondřej rozhodne hodit jej na dvůr a nechat ho tam roztrhat psy. Ještě před tím, než Arminův život vyhasne, naposled ho prosí, aby se vrátil do řádu, neboť mu bude odpuštěno.